# Microcheilosia nitida
Microcheilosia nitida är en tvåvingeart som beskrevs av Macquart 1855. Microcheilosia nitida ingår i släktet Microcheilosia och familjen parasitflugor.
Artens utbredningsområde är Schweiz. Inga underarter finns listade i Catalogue of Life.